# Phil Lynott
Philip Parris "Phil" Lynott, född 20 augusti 1949 i West Bromwich, Staffordshire (numera i West Midlands), död 4 januari 1986 i Salisbury, Wiltshire, var en irländsk musiker, ledare för hårdrocksgruppen Thin Lizzy, i vilken han spelade bas och sjöng. Han gav även ut två soloskivor 1980 och 1982 under eget namn.
Lynnots far var en guyanan vid namn Parris och modern Philomena ("Phyllis") (1930–2019) var irländska. Tre veckor efter att Lynnot föddes flyttade fadern tillbaks till sitt hemland Guyana. Lynott var något så ovanligt inom hårdrocksvärlden som halvsvart och hans burriga afrofrisyr var något av hans signum. Många av hans texter handlar om rasism, utanförskap och det hårda livet som faderlös färgad pojke i Dublins förorter.
Han frontade flera band som sångare, inklusive Skid Row tillsammans med Gary Moore, innan han lärde sig basgitarr och bildade Thin Lizzy 1969. Efter inledande framgångar med "Whiskey in the Jar" hade bandet flera hits i mitten av 1970-talet, som "The Boys Are Back in Town", "Jailbreak" och "Waiting for an Alibi", och blev en populär liveattraktion som kombinerade Lynotts sång- och låtskrivarfärdigheter med dubbla leadgitarrer. Mot slutet av 1970-talet inledde Lynott en solokarriär och gav ut två poesiböcker. Efter att Thin Lizzy upplöstes, samlade han ihop och frontade bandet Grand Slam.
På 1980-talet led Lynott alltmer av drogrelaterade problem, särskilt ett heroinberoende. 1985 hade han en sista framgång med Gary Moore, "Out in the Fields", följt av den mindre hiten "Nineteen", före sin död 1986. Han är fortfarande en populär figur i rockvärlden och 2005 restes en staty till hans minne i Dublin.

## Historia

### Tidiga år

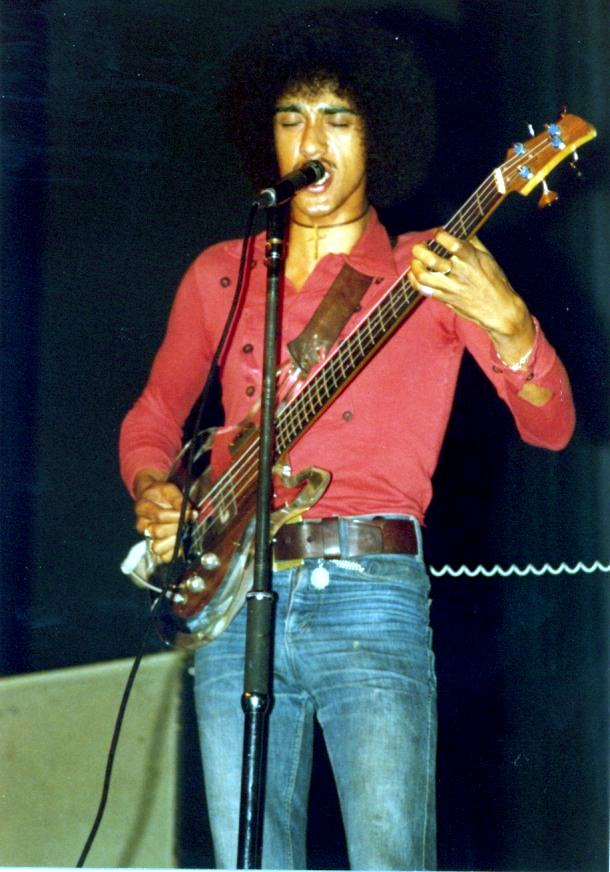
Lynott med Thin Lizzy i Frankfurt, Tyskland, 1972

Lynott bildade sitt första band Black Eagles tillsammans med trummisen Brian Downey. 1967 blev Lynott medlem i Skid Row. Han blev dock sparkad 1969. Samma år bildade Lynott Thin Lizzy tillsammans med gitarristen Eric Bell, organisten Eric Wrixon och trumslagaren Brian Downey i Dublin. Eric Wrixon hoppade av 1970. Samtidigt flyttade bandet från Dublin till London för att försöka få ett skivkontrakt. I november 1970 hade Thin Lizzy fått ett skivkontrakt med Decca och ett år senare släpptes debutalbumet, Thin Lizzy.
Bandet slog 1973 igenom med en cover av låten "Whiskey in the Jar", som blev en stor internationell succé. Kort därpå hoppade gitarristen Eric Bell av bandet. En anledning var att han inte kunde hantera pressen från rampljuset. Efter avhoppet dök Gary Moore upp för att bland annat skriva originalet till en av bandets mest kända låtar "Still in Love with You", men han lämnade snart bandet. Då blev Phil Lynott trött på alla avhopp och såg till att anställa två gitarrister. Brian Robertson och Scott Gorham, vilket förvandlade bandet.
Likt väldigt få andra band på den tiden kompletterade Robertson/Gorham varandra på ett sätt som numera kallas "twin-guitar". Det dröjde dock till 1976 innan bandet fick sitt egentliga genombrott med låten "The Boys Are Back In Town". Skivan hette Jailbreak och är av många refererat till som bandets bästa studioalbum.

### Sista åren
1984-1985 bildade Lynnot bandet Grand Slam, medlemmar i bandet var Doish Nagle, Laurence Archer, Robbie Brennan och Mark Stanway. Bandet varade dock endast i två år då den stora succén uteblev. Under hösten 1985 medverkade Lynott på Gary Moores album Run For Cover. De båda fick en hit med låten "Out In The Fields", som hamnade på en femte plats på den engelska singellistan.
1986 avled Lynott, 36 år gammal, av lunginflammation och hjärtsvikt till följd av sepsis. Han efterlämnade döttrarna Sarah och Cathleen. Sedan den 19 augusti 2005 står Phil Lynott som bronsstaty i helfigur på Grafton Street i Dublin.

## Diskografi

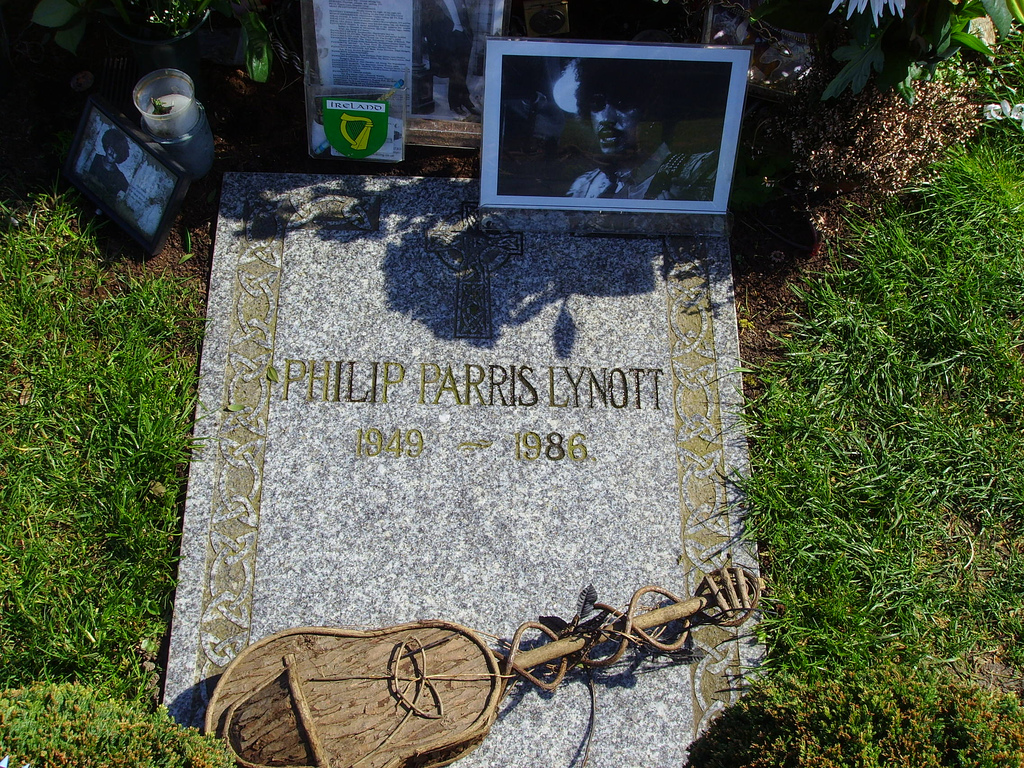
Lynotts grav i St. Fintan's Cemetery, Sutton, Dublin

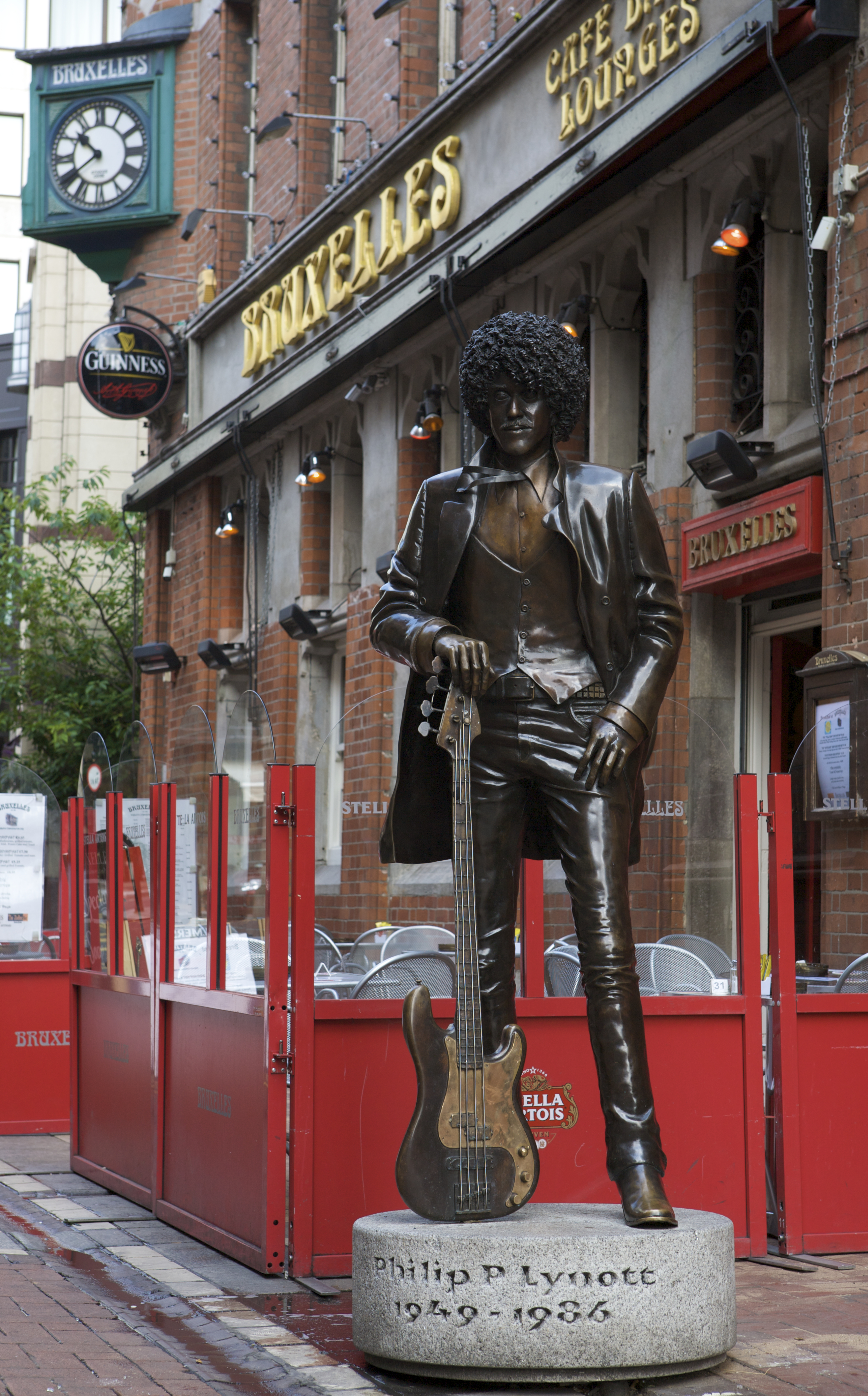
Staty av Phil Lynott på Harry Street i Dublin, av Paul Daly

| År   | Titel                   | Typ           | UK topplista |
| ---- | ----------------------- | ------------- | ------------ |
| 1980 | Solo in Soho            | Studio        | 28           |
| 1982 | The Philip Lynott Album | Studio        |              |
| 2001 | Live in Sweden 1983     | Live          |              |
| 2006 | The Lost Recordings     | EP            |              |
| 2010 | Yellow Pearl            | Greatest hits |              |

### Album med Thin Lizzy
| År   | Titel                          | UK topplista |
| ---- | ------------------------------ | ------------ |
| 1971 | Thin Lizzy                     |              |
| 1972 | Shades of a Blue Orphanage     |              |
| 1973 | Vagabonds of the Western World |              |
| 1974 | Nightlife                      |              |
| 1975 | Fighting                       | 60           |
| 1976 | Jailbreak                      | 10           |
| 1976 | Johnny the Fox                 | 11           |
| 1977 | Bad Reputation                 | 4            |
| 1978 | Live and Dangerous             | 2            |
| 1979 | Black Rose: A Rock Legend      | 2            |
| 1980 | Chinatown                      | 7            |
| 1981 | Renegade                       | 38           |
| 1983 | Thunder and Lightning          | 4            |

### Singlar
| År   | Titel                                                                                      | Album                   | UK topplista | AUS topplista |
| ---- | ------------------------------------------------------------------------------------------ | ----------------------- | ------------ | ------------- |
| 1979 | "Parisienne Walkways" / "Fanatical Fascists" (Gary Moore & Phil Lynott)                    | Back on the Streets     | 8            | –             |
| 1979 | "Spanish Guitar" (Gary Moore & Phil Lynott)                                                | Back on the Streets     |              | –             |
| 1980 | "Dear Miss Lonely Hearts"                                                                  | Solo in Soho            | 32           | –             |
| 1980 | "King's Call"                                                                              | Solo in Soho            | 35           | 82            |
| 1981 | "Yellow Pearl" (Top of the Pops signatur)                                                  | Solo in Soho            | 14           | –             |
| 1982 | "Together"                                                                                 | The Philip Lynott Album |              | –             |
| 1982 | "Old Town"                                                                                 | The Philip Lynott Album |              | –             |
| 1985 | "Out in the Fields" / "Military Man" / "Still in Love with You" (Gary Moore & Phil Lynott) | Run for Cover           | 5            | 62            |
| 1985 | "Nineteen"                                                                                 | Singel utan album       | 76           | –             |

### Samarbeten
| År   | Titel                                                 | Projekt        | Skivbolag | Anteckningar |
| ---- | ----------------------------------------------------- | -------------- | --------- | --- |
| 1969 | New Faces, Old Places/ Misdemeanour Dreams Felicity   | Skid Row       |           | Singel, visas på "New Faces, Old Places"                                                                                     |
| 1973 | A Tribute to Deep Purple                              | Funky Junction |           | |
| 1978 | Jeff Wayne's Musical Version of The War of the Worlds | Jeff Wayne     | Columbia  | Som Parson Nathaniel |
| 1978 | Back on the Streets                                   | Gary Moore     | MCA       | Medverkar på "Back on the Streets", "Don't Believe a Word", "Fanatical Fascists", "Parisienne Walkways" och "Spanish Guitar" |
| 1982 | "Please Don't Leave Me"                               | John Sykes     | MCA       | Singel, med Thin Lizzy-bandmedlemmar                                                                                         |
| 1985 | Run for Cover                                         | Gary Moore     | Virgin    | Medverkar på "Military Man", "Out in the Fields" and "Still in Love with You"                                                |